# Spherillo hypotoreus
Spherillo hypotoreus är en kräftdjursart som beskrevs av Jackson 1936. Spherillo hypotoreus ingår i släktet Spherillo och familjen Armadillidae. Inga underarter finns listade i Catalogue of Life.